# Pologne aux Jeux olympiques d'hiver de 1952
Cet article contient des informations sur la participation et les résultats de la Pologne aux Jeux olympiques d'hiver de 1952, qui ont eu lieu à Oslo en Norvège. 

## Résultats

### Ski alpin
| Athlète               | Épreuve      | Course 1     | Course 1 | Course 2     | Course 2     | Total        | Total        |
| Athlète               | Épreuve      | Temps        | Rang     | Temps        | Rang         | Temps        | Rang         |
| --------------------- | ------------ | ------------ | -------- | ------------ | ------------ | ------------ | ------------ |
| Józef Marusarz        | Descente     |              |          |              |              | 2 min 58 s 7 | 43           |
| Andrzej Czarniak      | Descente     |              |          |              |              | 2 min 56 s 4 | 42           |
| Stefan Dziedzic       | Descente     |              |          |              |              | 2 min 49 s 4 | 29           |
| Andrzej Gąsienica Roj | Descente     |              |          |              |              | 2 min 44 s 3 | 22           |
| Józef Marusarz        | Slalom géant |              |          |              |              | 2 min 55 s 5 | 48           |
| Andrzej Gąsienica Roj | Slalom géant |              |          |              |              | 2 min 52 s 2 | 41           |
| Jan Płonka            | Slalom géant |              |          |              |              | 2 min 51 s 5 | 39           |
| Stefan Dziedzic       | Slalom géant |              |          |              |              | 2 min 50 s 3 | 38           |
| Stefan Dziedzic       | Slalom       | 1 min 25 s 1 | 71       | Non qualifié | Non qualifié | Non qualifié | Non qualifié |
| Jan Płonka            | Slalom       | 1 min 16 s 6 | 57       | Non qualifié | Non qualifié | Non qualifié | Non qualifié |
| Andrzej Gąsienica Roj | Slalom       | 1 min 06 s 1 | 28 Q     | 1 min 23 s 5 | 28           | 2 min 29 s 6 | 28           |
| Jan Gąsienica Ciaptak | Slalom       | 1 min 05 s 2 | 26 Q     | Non partant  | –            | Non partant  | –            |

| Athlète            | Épreuve      | Course 1     | Course 1 | Course 2     | Course 2 | Total        | Total |
| Athlète            | Épreuve      | Temps        | Rang     | Temps        | Rang     | Temps        | Rang  |
| ------------------ | ------------ | ------------ | -------- | ------------ | -------- | ------------ | ----- |
| Teresa Kodelska    | Descente     |              |          |              |          | Non partante | –     |
| Maria Kowalska     | Descente     |              |          |              |          | 2 min 27 s 4 | 34    |
| Barbara Grocholska | Descente     |              |          |              |          | 1 min 54 s 1 | 13    |
| Maria Kowalska     | Slalom géant |              |          |              |          | Non partante | –     |
| Barbara Grocholska | Slalom géant |              |          |              |          | Non partante | –     |
| Teresa Kodelska    | Slalom géant |              |          |              |          | 2 min 32 s 6 | 34    |
| Maria Kowalska     | Slalom       | 1 min 30 s 1 | 36       | 1 min 25 s 5 | 36       | 2 min 55 s 6 | 34    |
| Teresa Kodelska    | Slalom       | 1 min 14 s 7 | 25       | 1 min 19 s 0 | 35       | 2 min 33 s 7 | 32    |
| Barbara Grocholska | Slalom       | 1 min 10 s 2 | 16       | 1 min 10 s 1 | 18       | 2 min 20 s 3 | 14    |

### Ski de fond
| Épreuve | Athlète         | Course        | Course |
| Épreuve | Athlète         | Temps         | Rang   |
| ------- | --------------- | ------------- | ------ |
| 18 km   | Taduesz Kwapień | 1 h 11 min 40 | 41     |

### Hockey sur glace
Le tournoi a lieu dans un format de round-robin avec neuf équipes participantes.
| \| Équipe \| Joués \| Gagnés \| Perdus \| Nuls \| Buts pour \| Buts contre \| Pts \| \| -------------------- \| ----- \| ------ \| ------ \| ---- \| --------- \| ----------- \| --- \| \| Canada \| 8 \| 7 \| 0 \| 1 \| 71 \| 14 \| 15 \| \| États-Unis \| 8 \| 6 \| 1 \| 1 \| 43 \| 21 \| 13 \| \| Suède \| 9 \| 7 \| 2 \| 0 \| 53 \| 22 \| 14 \| \| Tchécoslovaquie \| 9 \| 6 \| 3 \| 0 \| 50 \| 23 \| 12 \| \| Suisse \| 8 \| 4 \| 4 \| 0 \| 40 \| 40 \| 8 \| \| Pologne (6e) \| 8 \| 2 \| 5 \| 1 \| 21 \| 56 \| 5 \| \| Finlande \| 8 \| 2 \| 6 \| 0 \| 21 \| 60 \| 4 \| \| Allemagne de l'Ouest \| 8 \| 1 \| 6 \| 1 \| 21 \| 53 \| 3 \| \| Norvège \| 8 \| 0 \| 8 \| 0 \| 15 \| 46 \| 0 \| | - Tchécoslovaquie 8-2 Pologne - Suède 17-1 Pologne - Suisse 6-3 Pologne - Canada 11-0 Pologne - Pologne 4-4 Pologne - USA 5-3 Pologne - Pologne 4-2 Finlande - Norvège 3-4 Pologne |        |        |      |           |             |     |
| Équipe | Joués | Gagnés | Perdus | Nuls | Buts pour | Buts contre | Pts |
| Canada | 8 | 7      | 0      | 1    | 71        | 14          | 15  |
| États-Unis | 8 | 6      | 1      | 1    | 43        | 21          | 13  |
| Suède | 9 | 7      | 2      | 0    | 53        | 22          | 14  |
| Tchécoslovaquie | 9 | 6      | 3      | 0    | 50        | 23          | 12  |
| Suisse | 8 | 4      | 4      | 0    | 40        | 40          | 8   |
| Pologne (6e) | 8 | 2      | 5      | 1    | 21        | 56          | 5   |
| Finlande | 8 | 2      | 6      | 0    | 21        | 60          | 4   |
| Allemagne de l'Ouest | 8 | 1      | 6      | 1    | 21        | 53          | 3   |
| Norvège | 8 | 0      | 8      | 0    | 15        | 46          | 0   |

Joueurs : Michał Antuszewicz, Henryk Bromowicz, Kazimierz Chodakowski, Stefan Csorich, Rudolf Czech, Alfred Gansiniec, Jan Hampel, Marian Jeżak, Eugeniusz Lewacki, Roman Penczek, Hilary Skarżyński, Tadeusz Świcarz, Stanisław Szlendak, Zdzisław Trojanowski, Antoni Wróbel  et Alfred Wróbel

### Saut à ski
| Athlète              | Épreuve         | Saut 1   | Saut 1 | Saut 1 | Saut 2   | Saut 2 | Saut 2 | Total  | Total |
| Athlète              | Épreuve         | Distance | Points | Rang   | Distance | Points | Rang   | Points | Rang  |
| -------------------- | --------------- | -------- | ------ | ------ | -------- | ------ | ------ | ------ | ----- |
| Leopold Tajner       | Tremplin normal | 57,0 m   | 88,0   | 39     | 56,5 m   | 90,0   | 38     | 178,0  | 39    |
| Stanisław Marusarz   | Tremplin normal | 59,0 m   | 93,0   | 35     | 60,5 m   | 96,0   | 24     | 189,0  | 27    |
| Jakub Węgrzynkiewicz | Tremplin normal | 60,5 m   | 94,0   | 33     | 58,5 m   | 91,0   | 35     | 185,0  | 33    |
| Antoni Wieczorek     | Tremplin normal | 60,5 m   | 96,5   | 24     | 60,5 m   | 94,5   | 25     | 191,0  | 24    |